# Commissione massimo scoperto
La commissione di massimo scoperto, in un contratto di apertura di credito (fido bancario) sottoscritto tra banca e cliente, è la controprestazione dovuta dal cliente, calcolata al tasso convenuto sulla massima esposizione (accordata od utilizzata) nel periodo di riferimento, per la copertura che la banca offre al cliente per lo scoperto.
Si osserva, infatti, che la nozione relativa all'apertura di credito non fa riferimento al godimento della somma oggetto del contratto, ma nell'attribuzione di una disponibilità.

## Nel mondo

### Italia
La natura della commissione e la giustificazione per la sua applicazione si sono modificate nel tempo. Pur derivando dalla cosiddetta provvigione di conto, dovuta in relazione alla semplice disponibilità delle somme anche se non utilizzate, la commissione di massimo scoperto si giustifica in ragione del maggior rischio assunto dalla banca sulla somma massima utilizzata nel periodo.
La provvigione di conto, da cui deriva la commissione di massimo scoperto, è invece costituita dall'aggio dovuto alla banca, calcolato sulle somme poste a disposizione ma non utilizzate dal cliente. In sostanza la provvigione di conto remunera la banca per il semplice fatto di tenere impegnata e a disposizione una certa somma anche se non prelevata dal cliente. In questo modo, la banca percepisce la provvigione di conto sulle somme non utilizzate e gli interessi convenzionali su quelle utilizzate.
Il decreto legge 6 dicembre 2011 n. 201, convertito in legge 22 dicembre 2011 n. 214 che ha modificato il Testo Unico Bancario, ha posto specifici limiti alle possibilità operative degli intermediari finanziari, senza tuttavia tutelare a pieno la funzione giuridica del circuito dei finanziamenti.

L'articolo, pertanto, è stato ricondotto tra le norme che contrastano talune prassi bancarie volte a sfruttare la cronica posizione di debolezza di coloro che accedono al credito (cfr. Lemma, 2012)

#### Calcolo degli interessi
Nei contratti bancari normalmente sottoscritti dalla clientela non sono indicate le modalità di calcolo della commissione di massimo scoperto, ma soltanto il tasso della stessa.
In particolare, la commissione di massimo scoperto non veniva considerata per il calcolo del TAN e del TAEG. Di fatto, quindi, in caso di scoperto, l'interesse effettivo, comprensivo di tale commissione, poteva superare il limite consentito dalla legge antiusura. Ciò imponeva anche in passato di considerare la commissione di massimo scoperto nel calcolo del TAEG agli effetti dell'art. 644 c.p. (reato di usura).
La materia è stata disciplinata dal decreto legge 29 novembre 2008 n. 185 convertito in legge 28 gennaio 2009 n. 2, ove si è stabilito che la commissione di massimo scoperto è valida solo in relazione a sconfinamenti assistiti da fido e di durata superiore a 30 giorni.
Parimenti, è valida la provvigione di conto, o comunque questa sia denominata, ma solo se prevista per iscritto in misura onnicomprensiva, in percentuale rispetto all'affidamento complessivo insieme all'interesse dovuto sui prelevamenti. Questa percentuale non può eccedere per ciascun trimestre lo 0,5% dell'esposizione complessiva (come precisato dall'art. 2, comma 2, decreto-legge 1º luglio 2009, n. 78).
Il legislatore ha anche precisato che la commissione di massimo scoperto va computata nel calcolo degli interessi al fine dell'usura.
Con nota del 29 dicembre 2009, l'Autorità garante della concorrenza e del mercato ha gravemente censurato la disciplina, ritenendo «che sia per gli affidamenti che per gli scoperti transitori di conto corrente, successivamente all'entrata in vigore dell'articolo 2-bis, comma 1, del D.L. n. 185 del 2008, convertito con modificazioni in legge n. 2 del 2009, si è verificato un innalzamento dei costi per i correntisti».

#### Criteri di calcolo
La commissione di massimo scoperto può essere calcolata seguendo criteri diversi:
- criterio assoluto: la commissione di massimo scoperto viene calcolata sul massimo saldo debitore presente nel conto scalare (o riassunto scalare) del conto corrente;
- criterio relativo: la commissione di massimo scoperto è calcolata sul massimo saldo debitore facente parte di una sequenza di saldi debitori di durata superiore a 10 giorni;
- criterio misto: la commissione di massimo scoperto è calcolata sul massimo saldo debitore solo se nel riassunto scalare è presente una successione debitoria superiore a 10 giorni.